# Метапонт

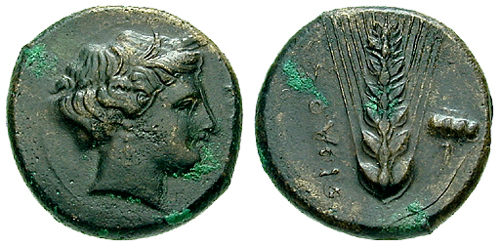
Обол з Метапонта, близько 425–350 до н. е.

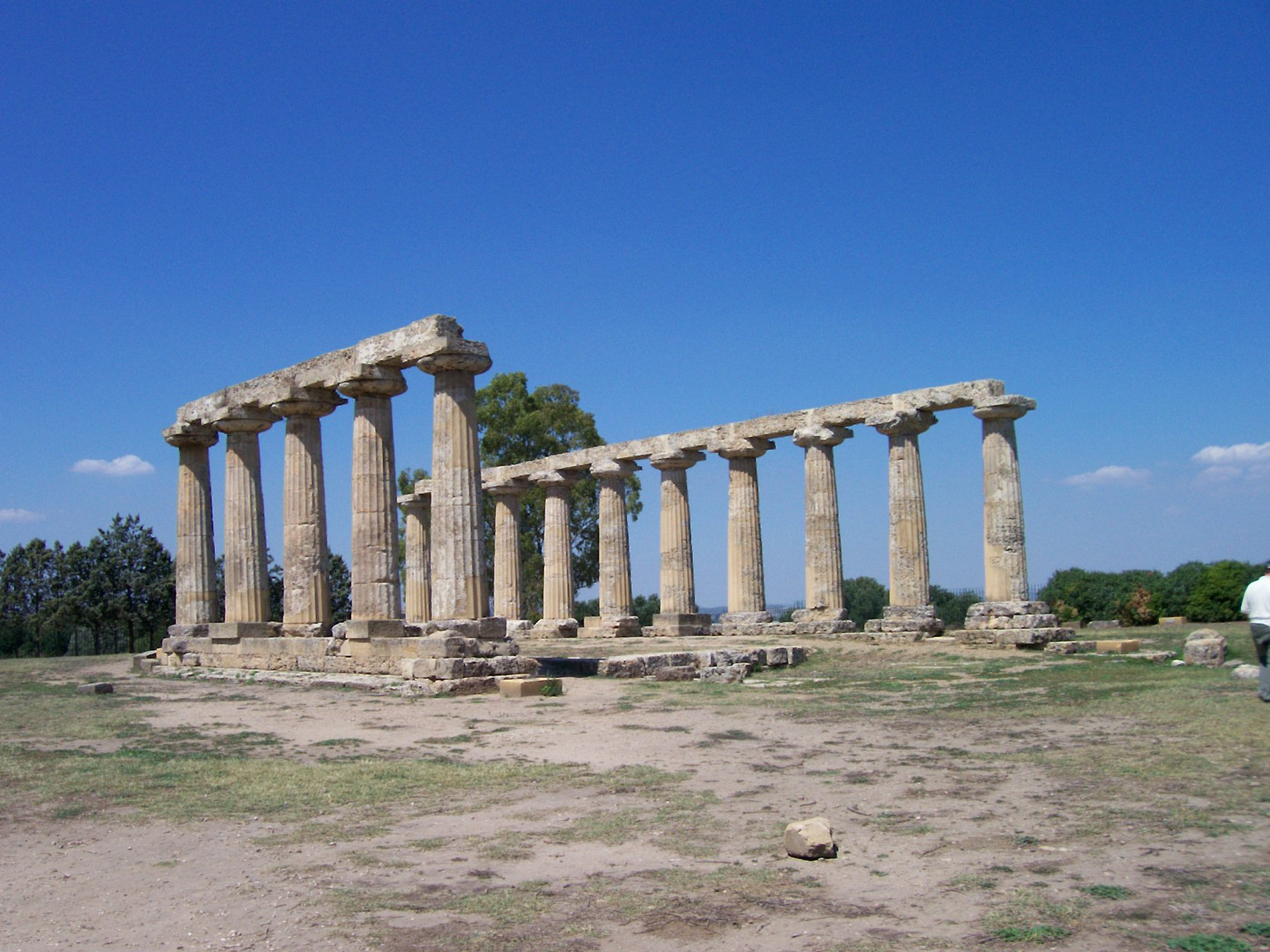
Руїни метапонтського храму Гери

Метапонт (дав.-гр. Μεταπόντιον, лат. Metapontum) — давньогрецька колонія на півдні Італії, біля Тарентської затоки.
Заснована в VII ст. до н. е. переселенцями з Пілоса, що в Мессенії під назвою Метабон (дав.-гр. Μεταβον). За деякими джерелами ойкістом колонії був Епей. Згодом місто було зруйноване місцевими племенами луканів і відновлене сусідніми сибаритами на чолі з Левкіппом під назвою Метапонт.
Наприкінці VI ст. до н. е. в місті оселився філософ Піфагор. В Метапонті він зрештою й помер та був похований. Але й після його смерті в місті існувала велика громада піфагорійців.